# Biegi narciarskie na Mistrzostwach Świata w Narciarstwie Klasycznym 2013 – sztafeta kobiet
Sztafeta kobiet 4x5 km była jedną z konkurencji na XXXVI Mistrzostwach Świata w Narciarstwie Klasycznym. Odbyła się 28 lutego 2013 na trasie we włoskich Dolomitach. Tytuł sprzed dwóch lat obroniła reprezentacja Norwegii w składzie: Heidi Weng, Therese Johaug, Kristin Størmer Steira i Marit Bjørgen. Drugie miejsce zajęły Szwedki: Ida Ingemarsdotter, Emma Wikén, Anna Haag oraz Charlotte Kalla, a brązowy medal zdobyły Rosjanki: Julija Iwanowa, Alija Iksanowa, Marija Guszina i Julija Czekalowa.
Dwie pierwsze zawodniczki biegły po 5 km techniką klasyczną. Po przebiegnięciu tego dystansu, dwie kolejne zawodniczki biegły po 5 km techniką dowolną.

## Wyniki
| Miejsce | Nr | Państwo           | Zawodniczki                                                                | Czas                                      | Strata  |
| ------- | -- | ----------------- | -------------------------------------------------------------------------- | ----------------------------------------- | ------- |
| 01 !    | 1  | Norwegia          | Heidi Weng Therese Johaug Kristin Størmer Steira Marit Bjørgen             | 1:00:36,5 15:47,4 16:00,5 14:32,6 14:16,0 | –       |
| 02 !    | 2  | Szwecja           | Ida Ingemarsdotter Emma Wikén Anna Haag Charlotte Kalla                    | 1:01:02,7 16:22,2 16:09,2 14:14,7 14:16,6 | +26,2   |
| 03 !    | 6  | Rosja             | Julija Iwanowa Alija Iksanowa Marija Guszczina Julija Czekalowa            | 1:01:22,3 15:57,5 16:53,2 14:33,0 13:58,6 | +45,8   |
| 4.      | 9  | Stany Zjednoczone | Sadie Maubet Bjornsen Kikkan Randall Liz Stephen Jessica Diggins           | 1:01:48,9 16:20,5 16:43,5 14:11,7 14:33,2 | +1:12,4 |
| 5.      | 3  | Finlandia         | Anne Kyllönen Kerttu Niskanen Riitta-Liisa Roponen Riikka Sarasoja         | 1:02:00,3 16:21,9 16:10,0 14:18,7 15:09,7 | +1:23,8 |
| 6.      | 12 | Francja           | Aurore Jean Célia Aymonier Anouk Faivre-Picon Coraline Hugue               | 1:02:30,2 15:56,7 16:57,4 14:42,9 14:53,2 | +1:53,7 |
| 7.      | 5  | Niemcy            | Nicole Fessel Katrin Zeller Denise Herrmann Miriam Gössner                 | 1:02:44,3 16:15,4 16:44,9 14:35,9 15:08,1 | +2:07,8 |
| 8.      | 4  | Włochy            | Lucia Scardoni Virginia De Martin Topranin Debora Agreiter Marina Piller   | 1:03:32,6 16:24,0 16:40,6 14:53,9 15:34,1 | +2:56,1 |
| 9.      | 8  | Polska            | Kornelia Kubińska Justyna Kowalczyk Paulina Maciuszek Agnieszka Szymańczak | 1:04:11,5 16:24,5 15:22,6 16:12,3 16:12,1 | +3:35,0 |
| 10.     | 11 | Ukraina           | Tetjana Antypenko Wałentyna Szewczenko Maryna Ancybor Kateryna Hryhorenko  | 1:04:33,0 17:16,5 17:01,2 15:07,5 15:07,8 | +3:56,5 |
| 11.     | 14 | Austria           | Kateřina Smutná Teresa Stadlober Veronika Mayerhofer Kerstin Muschet       | 1:04:50,6 16:15,0 16:46,8 15:45,2 16:03,6 | +4:14,1 |
| 12.     | 16 | Czechy            | Eva Vrabcová-Nývltová Petra Novaková Karolina Grohová Lucie Charvátová     | 1:06:26,6 16:45,7 17:41,5 15:44,9 16:14,5 | +5:50,1 |
| 13.     | 15 | Estonia           | Triin Ojaste Tatjana Mannima Kaija Vahtra Heidi Raju                       | 1:09:10,7 17:15,9 18:11,3 16:28,4 17:15,1 | +8:34,2 |
| —       | 7  | Słowenia          | Barbara Jezeršek Katja Višnar Vesna Fabjan Alenka Čebašek                  | 17:33,8 18:58,9 15:33,7                   | LAP     |
| —       | 10 | Kazachstan        | Jelena Kołomina Anna Stojan Wiktorija Łanczakowa Anna Szewczenko           | 18:26,0 18:42,6 15:56,4                   | LAP     |
| —       | 13 | Kanada            | Daria Gaiazova Perianne Jones Emily Nishikawa Brittany Webster             | 16:42,0 17:32,3 15:33,8                   | DNF     |